# Анатолије Печерски
Преподобни Анатолије Печерски познат и као Анатолије Затворник је православни руски светитељ и монах Кијевско-печерске лавре из XII века.
Његово име се чува у списима Кијевско-печерске лавре где се као затворник подвизавао у XII веку. Његове свете мошти чувају се у Антонијевој пештери.
Православна црква прославља преподобног Анатолија 3. јула по јулијанском календару.